# Сапог Шварца

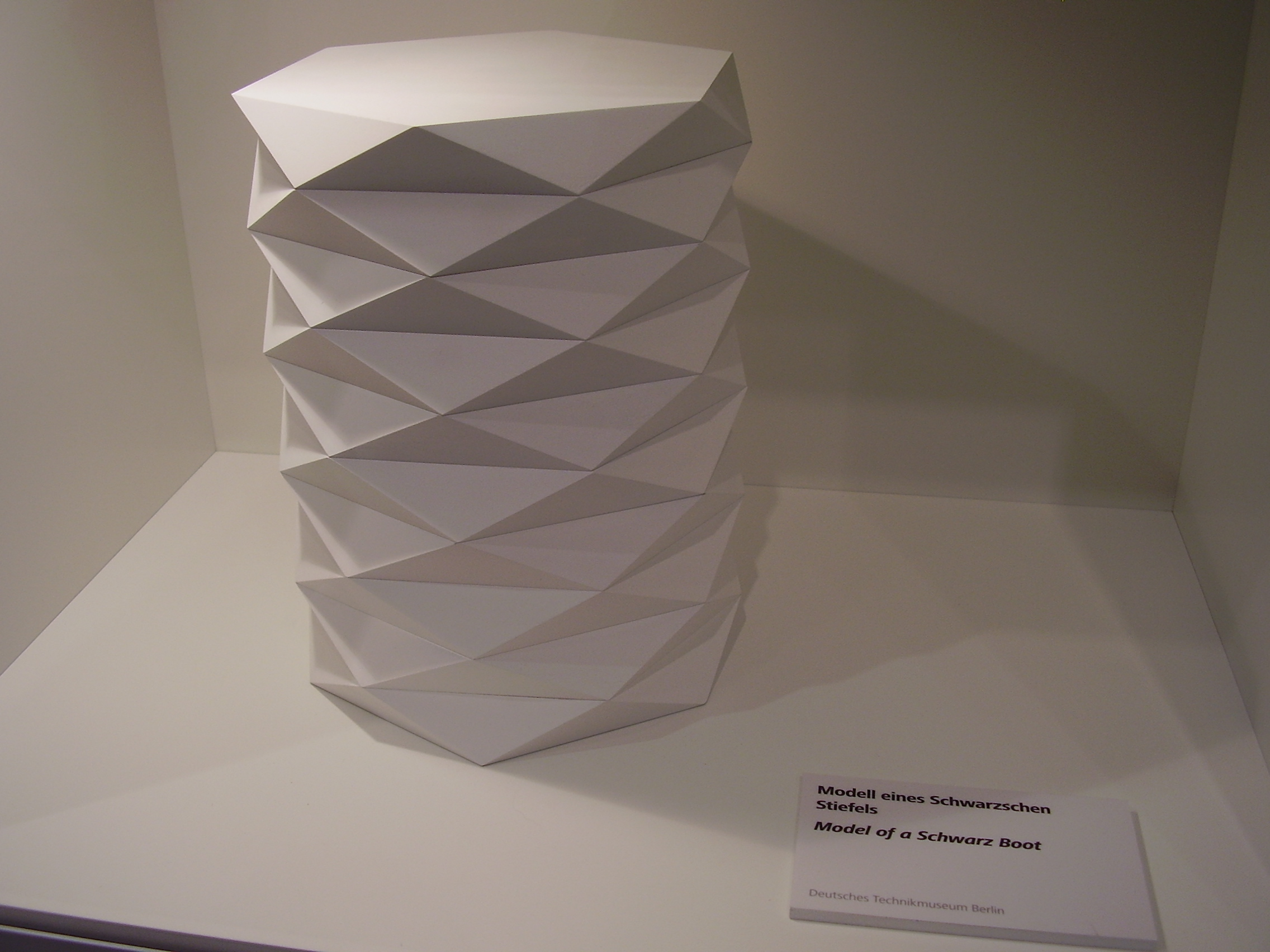
Сапог Шварца в Немецком техническом музее

Сапог Шварца (от нем. Schwarzscher Stiefel) — семейство приближений кругового цилиндра с помощью полиэдральных поверхностей.
Предельная площадь этих приближений может быть сделана произвольно большой.
Эта конструкция позволяет увидеть несостоятельность определения площади поверхности как точной верхней грани площадей вписанных в неё полиэдральных поверхностей, в противоположность тому, что длина кривой может быть определена как точная верхняя грань длин вписанных в неё ломаных.

## История
Конструкция была предложена в 1890 году Германом Шварцем как контрпример к ошибочному определению площади поверхности в книге Жозефа Серре.
Независимо от Шварца, тот же пример был найден Джузеппе Пеано.
Его учитель Анджело Дженокки также обсуждал этот вопрос со Шварцем.
Дженокки проинформировал Шарля Эрмита, который использовал ошибочное определение Серре в своем курсе.
После этого Эрмит пересмотрел свой курс и опубликовал заметку Шварца во втором издании своих лекций.

## Конструкция
Высота цилиндра делится плоскостями, параллельными основаниям, на {\displaystyle n} равных частей.
В образовавшиеся сечения (окружности) вписываются правильные {\displaystyle k}-угольники, причём соседние {\displaystyle k}-угольники повёрнуты относительно друг друга на угол {\displaystyle \pi /k} чтобы вершины вышележащего {\displaystyle k}-угольника находились над серединами сторон нижележащего {\displaystyle k}-угольника.
Затем вершины {\displaystyle k}-угольников соединяются так, что образуется поверхность из {\displaystyle 2nk} треугольников; каждый её «слой» — антипризма.
Полученная многогранная поверхность называется сапогом Шварца.
Если {\displaystyle n,k\to \infty }, то размеры этих треугольников становятся сколь угодно малыми,
то есть сапог Шварца стремится к цилиндру.

## Свойства

Сапог Шварца

- Простой подсчёт показывает, что
  - при {\displaystyle k,n/k^{2}\to \infty } площадь, то есть сумма площадей всех треугольных граней сапога Шварца, стремится к бесконечности.
  - при {\displaystyle n,k^{2}/n\to \infty } площадь сапога Шварца, стремится к площади кругового цилиндра.
- Относительно его внутренней метрики, сапог Шварца изометричен некоторому круговому цилиндру.